# Miguel Pedro Martínez Lopes
Miguel Pedro Martínez Lopes (Rio de Janeiro, 6 luglio 1912 – Rio de Janeiro, 12 ottobre 2008) è stato un cestista brasiliano.

## Carriera
Ha disputato con il Brasile le Olimpiadi di Berlino 1936, giocando 4 partite.